# Царско село
ФК «Царско село» (болг. ФК Царско село София) — колишній болгарський футбольний клуб з міста Софія. Домашні матчі команда проводила на стадіоні «Царско село», що вміщає близько 2 500 глядачів.

## Історія

### Заснування
Влітку 2015 року попередній власник софійського ЦСКА Стойне Манолов створив «Академію футболу Царско село», що спеціалізувалась на пошуку і розвитку юних футболістів, які народилися у 2002—2010 роках. Вона була зареєстрована як клуб, потім була сформована команда, заявлена в регіональну лігу. Її головним тренером був призначений колишній капітан ЦСКА Тодор Янчев. 12 листопада 2015 року Манолов оголосив про співпрацю академії з іспанським клубом «Малага», що виступав тоді в Ла Лізі. В середині 2016 року «Царско село» об'єдналося з клубом «Софія 2010», придбаним Маноловим, отримавши назву «Царско село Софія».

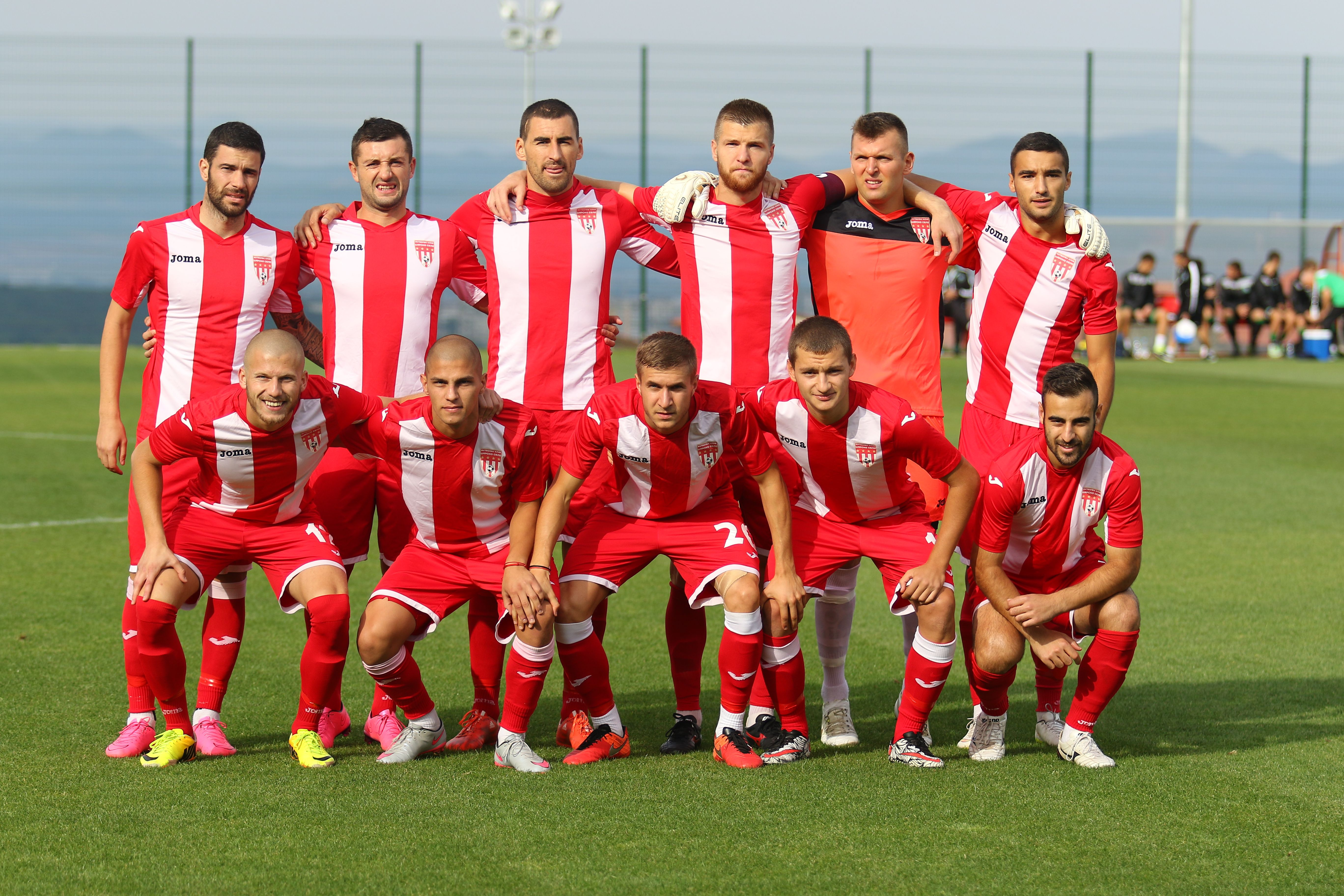
«Царско село» у 2016 році.

### Професіональний дебют
28 липня 2016 року команда була прийнята у новостворену болгарську Другу лігу. Свій перший матч у Лізі «Царско село» провело проти «Ботєва» з Галабово і завершило внічию. У Кубку Болгарії свій перший матч «Царско село» зіграло проти софійського «Левскі». Поєдинок відбувся 22 вересня 2016 року на софійському стадіоні Локомотив, «Левскі» переміг з рахунком 2:0. Після двох важких поразок Янчев пішов з поста головного тренера, а 29 жовтня 2016 року колишній наставник «Черно море» Нікола Спасов був представлений як новий головний тренер «Царско село». Команда завершила свій дебютний сезон 2016/17 у Другій лізі на п'ятому місці.
Гарний початок сезону 2017/18 для «Царско село» ознаменувався не тільки першим місцем в лізі після восьми турів, але і їх першою перемогою в Кубку, де команда в першому раунді здолала «Нафтохімік» (Бургас) 19 вересня 2017 року. 3 січня 2018 року Нікола Спасов був оголошений новим головним тренером команди казахстанської Прем'єр-Ліги «Кизилжар». Того ж дня Веселін Веліков очолив «Царско село». 8 травня 2018 року його місце зайняв Веліслав Вуцов, а Веліков став селекціонером клубу.
22 квітня 2019 року безгольовою нічиєю з «ЦСКА 1948» «Царско село» забезпечив собі перше місце в Другій лізі і команда вперше у своїй історії завоювала право грати у вищому дивізіоні країни, випередивши на 18 очок команди, що займають друге і третє місця за п'ять турів до фінішу.